# Elaphoglossum russelliae
Elaphoglossum russelliae är en träjonväxtart som beskrevs av John T. Mickel. Elaphoglossum russelliae ingår i släktet Elaphoglossum och familjen Dryopteridaceae. Inga underarter finns listade.